# Macchi C.202 Folgore
Macchi C.202 Folgore (tiếng Ý "tia chớp") là một loại máy bay tiêm kích trong Chiến tranh Thế giới II, do hãng Macchi Aeronautica chế tạo, nó được trang bị cho Regia Aeronautica (RA – Không quân hoàng gia Ý). C.202 được thiết kế bởi Mario Castoldi, chứ cái "C" ở đây là chỉ tên định danh mẫu máy bay, do đó Folgore còn được gọi là C.202 hoặc MC.202. C.202 là một phát triển từ mẫu máy bay C.200 Saetta, lắp động cơ Daimler-Benz DB 601Aa do Ý chế tạo, động cơ được lắp trên khung thân máy bay được sửa đổi lại. C.202 được coi là máy bay tiêm kích thời chiến tốt nhất được sử dụng số lượng lớn trong biên chế của Regia Aeronautica, Folgore tham chiến ở tất cả các mặt trận mà Ý tham gia.
Folgore được đưa vào trang bị của Regia Aeronautica vào tháng 7/1941 và ngay lập tức chứng tỏ là một mẫu máy bay không chiến tầm gần hiệu quả. Phi công "Át" của Australia là Clive Caldwell, đã từng đối mặt với các máy bay tiêm kích của Đức, Ý và Nhật trong giai đoạn 1941-1945, sau này đã nói C.202 là "một trong những loại tốt nhất và bị đánh giá thấp nhất trong các loại máy bay tiêm kích". Tuy nhiên, C.202 lại có các nhược điểm của nó: giống như mẫu tiền nhiệm là Macchi C.200, nó có thể gặp nguy hiểm khi quay. Nó không được vũ trang đầy đủ, chỉ có 2 khẩu súng máy hay bị kẹt đạn. Hệ thống vô tuyến không đáng tin cậy, buộc các phi công phải liên lạc bằng cách lắc cánh máy bay. Hệ thống tạo khí oxy cũng không hiệu quả, khiến 50 tới 60% phi công phải hủy bỏ nhiệm vụ, thậm chí đôi khi còn gây ra tai nạn chết người.

## Quốc gia sử dụng
NDH
- Zrakoplovstvo Nezavisne Države Hrvatske

 Đức
- Luftwaffe
  - II/JG 77 sử dụng 12 chiếc.

 Ý
- Regia Aeronautica

 Italian Social Republic
- Aeronautica Nazionale Repubblicana

## Tính năng kỹ chiến thuật (C.202CB Serie IV-VIII)[8][9]

### Đặc điểm riêng
- Tổ lái: 1
- Chiều dài: 8,85 m (29 ft 0,5 in)
- Sải cánh: 10,58 m (34 ft 8,5 in)
- Chiều cao: 3,49 m (11 ft 5 in)
- Diện tích cánh: 16,82 m² (181,04 ft²)
- Trọng lượng rỗng: 2.491 kg (5.492 lb)
- Trọng lượng cất cánh tối đa: 2.930 kg (6.460 lb)
- Động cơ: 1 × Daimler-Benz DB 601 (Alfa Romeo R.A.1000 R.C.41-I), công suất 864 kW

### Hiệu suất bay
- Vận tốc cực đại: 600 km/h (324 knots, 372 mph)
- Tầm bay: 765 km (413 nm, 475 mi)
- Trần bay: 11.500 m (37.730 ft)
- Vận tốc lên cao: 18,1 m/s (3.563 ft/phút)
- Lực nâng của cánh: 35,68 lb/ft²

### Vũ khí
- 2 khẩu súng máy 12,7 mm Breda-SAFAT
- 2 khẩu súng máy 7,7 mm Breda-SAFAT
- 2 quả bom 50, 100, hoặc 160 kg (110, 220, hoặc 350 lb)
- 2 thúng dầu phụ 100 L (26.4 US gal; 22.0 imp gal)